# Sistema de riego
Se denomina sistema de riego o perímetro de riego al conjunto de estructuras que hacen posible que una determinada área pueda ser cultivada con la aplicación del agua necesaria a las plantas. El sistema de riego consta de una serie de componentes, aunque no necesariamente el sistema de riego debe constar de todas ellas, ya que el conjunto de componentes dependerá de si se trata de riego superficial (principalmente en su variante de riego por inundación), por aspersión, o por goteo. Por ejemplo, no será  necesario un embalse si el río o arroyo del cual se capta el agua tiene un caudal suficiente, incluso en el período de aguas bajas o verano.

## Componentes hidráulicos
- aspersores;
- bocatoma;
- canales de riego con todos sus componentes;
- canales de drenaje;
- dispositivos móviles de riego por aspersión;
- embalse;
- estación de bombeo;
- pozos;
- tuberías.

La canalización techada que discurre bajo tierra se denomina cimbra.

## Componentes no hidráulicos
- Área de almacenamiento de insumos y de la producción
- Red de caminos, con las necesarias obras para el cruce de los canales;
- Red de abastecimiento de energía eléctrica;
- Viviendas;
- Sistema de resolución de conflictos, establecimiento de tandas ( turno de riego) y de mantenimiento (realizando las mondas o limpias) del sistema de riego, como el Tribunal de las Aguas de la Vega de Valencia, el Tribunal de Hombres Buenos o la Junta de Hacendados de la Huerta de Murcia, que establezca las tanda o grandes casos de persepcion.

## Tipos de agua para riego
El agua implementada en jardines y cultivos, suelen clasificarse según la calidad del agua que presenten:
- Agua de lluvia
- Agua de manantial
- Agua de pozo
- Agua de río
- Agua de conducción

Los sistemas de riego que implementen agua de lluvia se convierten en uno de los más adecuados para el riego de cultivos, debido a que su concentración de nitrógeno produce una acción fertilizante.

## Perímetros de riego en zonas desérticas
- Proyecto Especial Chira Piura
- Proyecto Especial Chavimochic
- Proyecto Especial Majes Siguas

## Técnicos

### Airdrop
Airdrop es un sistema de riego muy novedoso basado en la condensación del agua, canalizando el aire a través de una turbina hacia un depósito de agua que se encuentra en el subsuelo.
En el trayecto, el aire se enfría y se condensa antes de llegar al depósito. Una vez esté el agua, se bombea al sistema de riego por goteo proporcionándole agua a la planta.
Este proyecto fue presentado en 2011, el evento James Dyson Awart, logrando el primer premio; dicho proyecto se llama Airdrop Irrigation System.
Se suelen incorporar tanto materiales naturales, como hechos por el hombre. Universalmente, se basa, además de las plantas, en las pérgolas, que son espacios entre jardines; pueden enlazar pabellones y hacer marquesinas en las puertas de los edificios, en terrazas o piscinas.
«Jardinería: AirDrop, el Sistema de Riego para Zonas Desérticas». 2 de junio de 2022. Consultado el 2 de junio de 2022.